# بيلا زولت
بيلا زولت هو كاتب وصحفي ومؤلف وسياسي مجري، ولد في 7 فبراير 1895 في كومارنو في سلوفاكيا، وتوفي في 10 فبراير 1949 في بودابست في المجر. نشط حزبياً في Hungarian Radical Party ‏. وقد انتخب عضو الجمعية الوطنية المجرية ‏.